# Pont sur la Seille (Nevy-sur-Seille)
Le pont sur la Seille est situé sur la commune de Nevy-sur-Seille dans le département du Jura en France. Il est qualifié de pont espagnol.

## Localisation
Le pont est situé au centre du village et relie le bourg au hameau de Billin. C'est la raison pour laquelle il est quelquefois appelé pont Billin.

## Historique
La construction date du XVIIIe siècle. Il fait l’objet d’une inscription au titre des monuments historiques depuis le 6 juin 1939.

## Description
C'est un pont en pierre à deux arches en anse de panier dont le tablier est légèrement incliné vers la rive droite. Il mesure 19 m de long et 3,7 m de large. La pile centrale supporte, côté aval, un petit oratoire dédié à la vierge surmonté d'un calvaire.

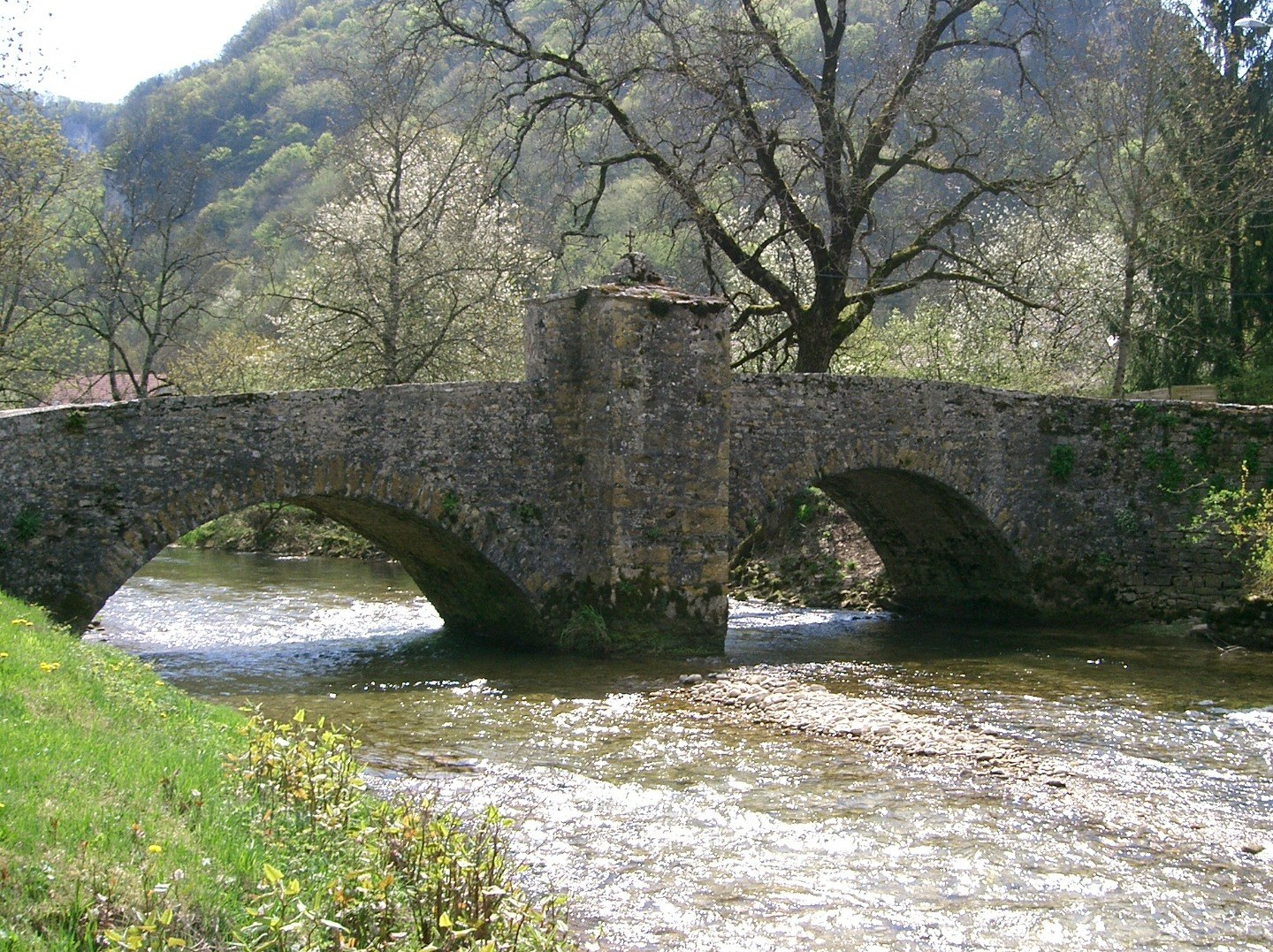
Pont sur la Seille (coté aval).